# Cuggiono
Cuggiono is een gemeente in de Italiaanse metropolitane stad Milaan (regio Lombardije) en telt 7816 inwoners (31-12-2004). De oppervlakte bedraagt 14,8 km², de bevolkingsdichtheid is 525 inwoners per km².

## Demografie
Cuggiono telt ongeveer 3201 huishoudens. Het aantal inwoners steeg in de periode 1991-2001 met 3,9% volgens cijfers uit de tienjaarlijkse volkstellingen van ISTAT.
| Jaar | Inwoneraantal |
| ---- | ------------- |
| 1991 | 7236          |
| 2001 | 7516          |

## Geografie
Cuggiono grenst aan de volgende gemeenten: Castano Primo, Buscate, Arconate, Robecchetto con Induno, Inveruno, Galliate (NO), Mesero en Bernate Ticino.

## Geboren
- Angelo Branduardi (1950), zanger
- Giuseppe Calcaterra (1964), wielrenner
- Daniele Callegarin (1982), wielrenner

## Galerij

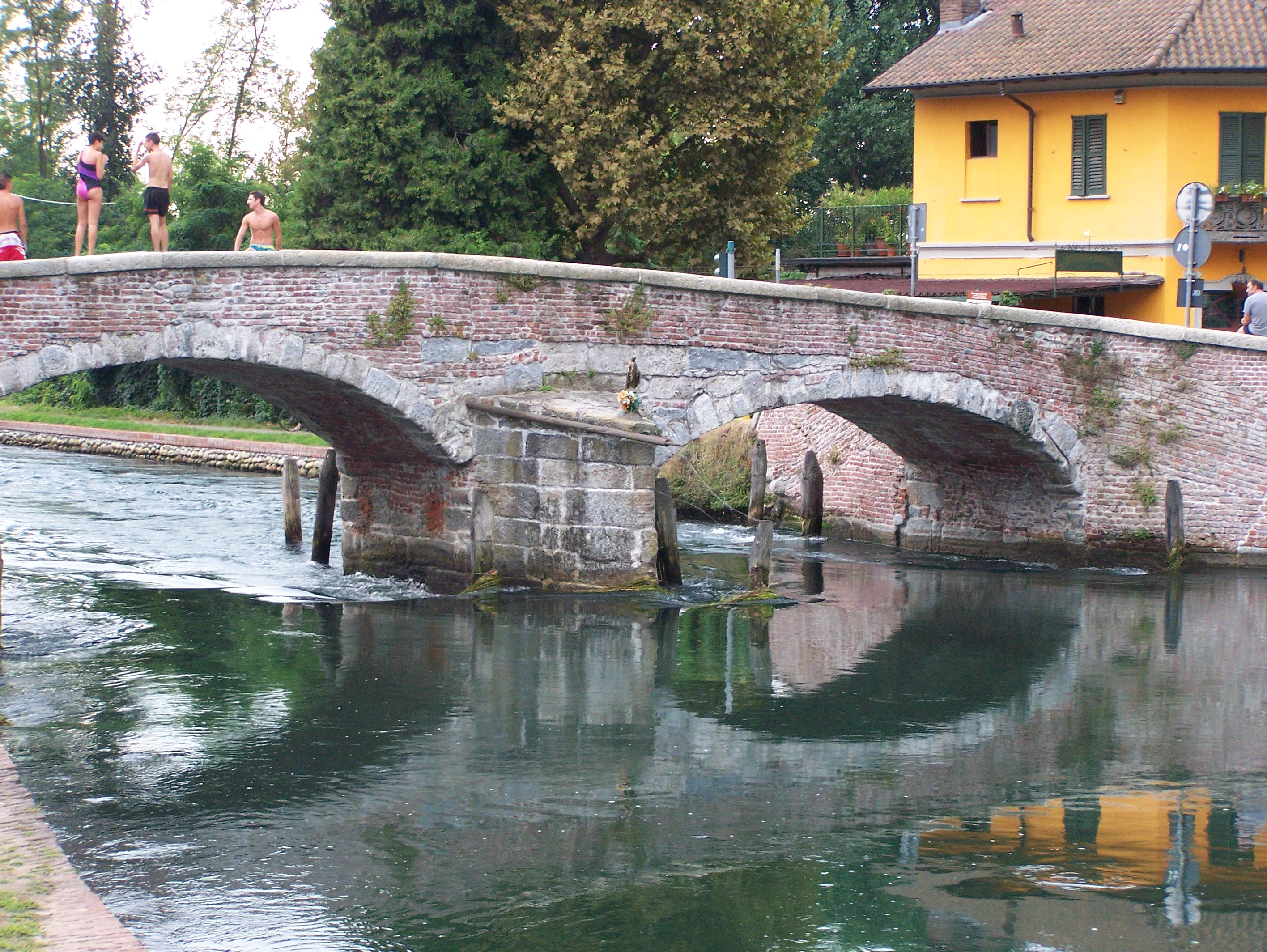
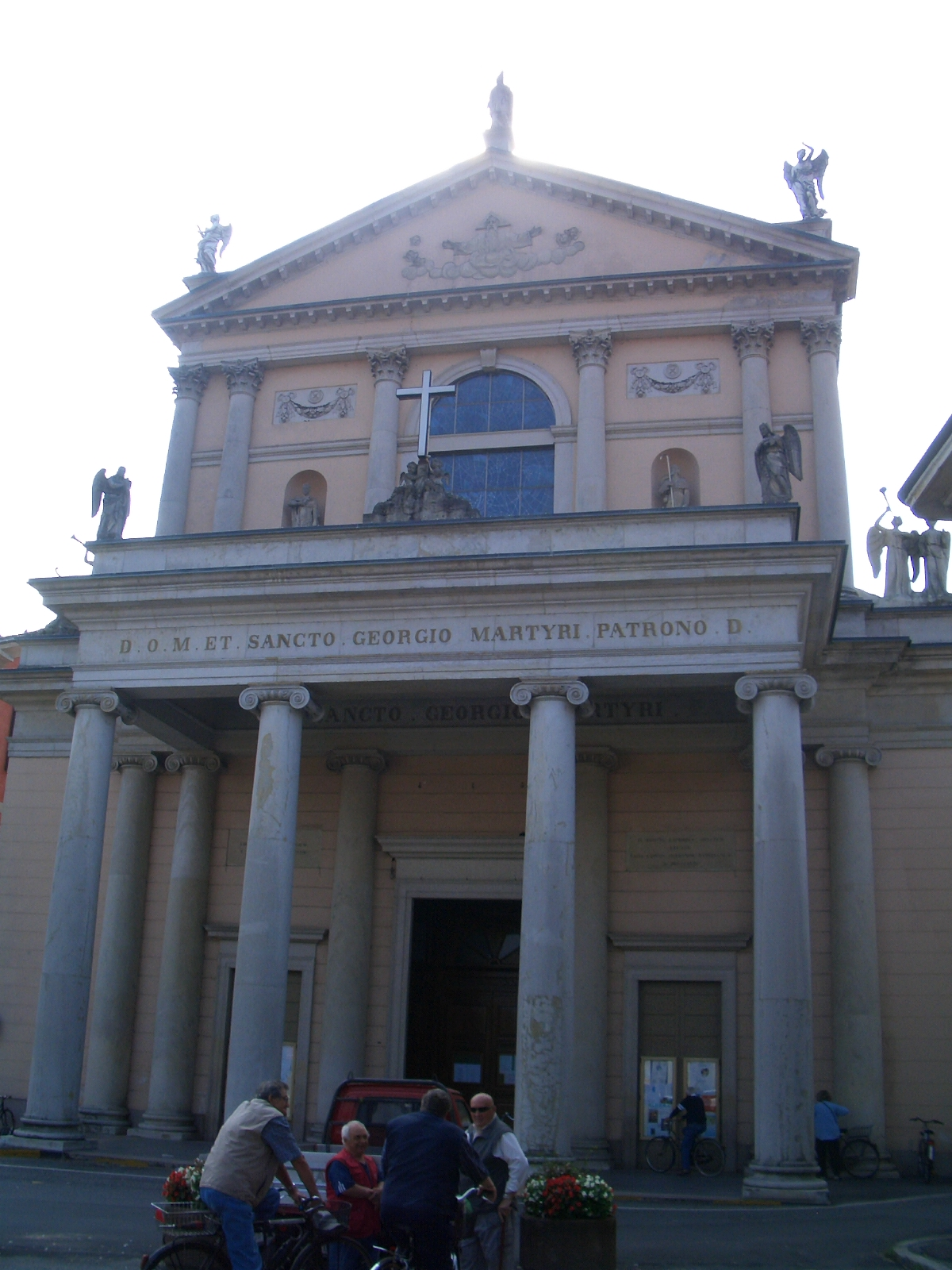
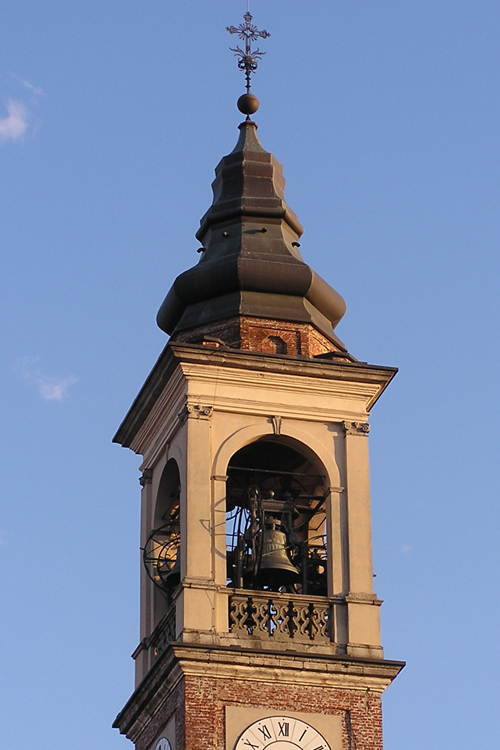
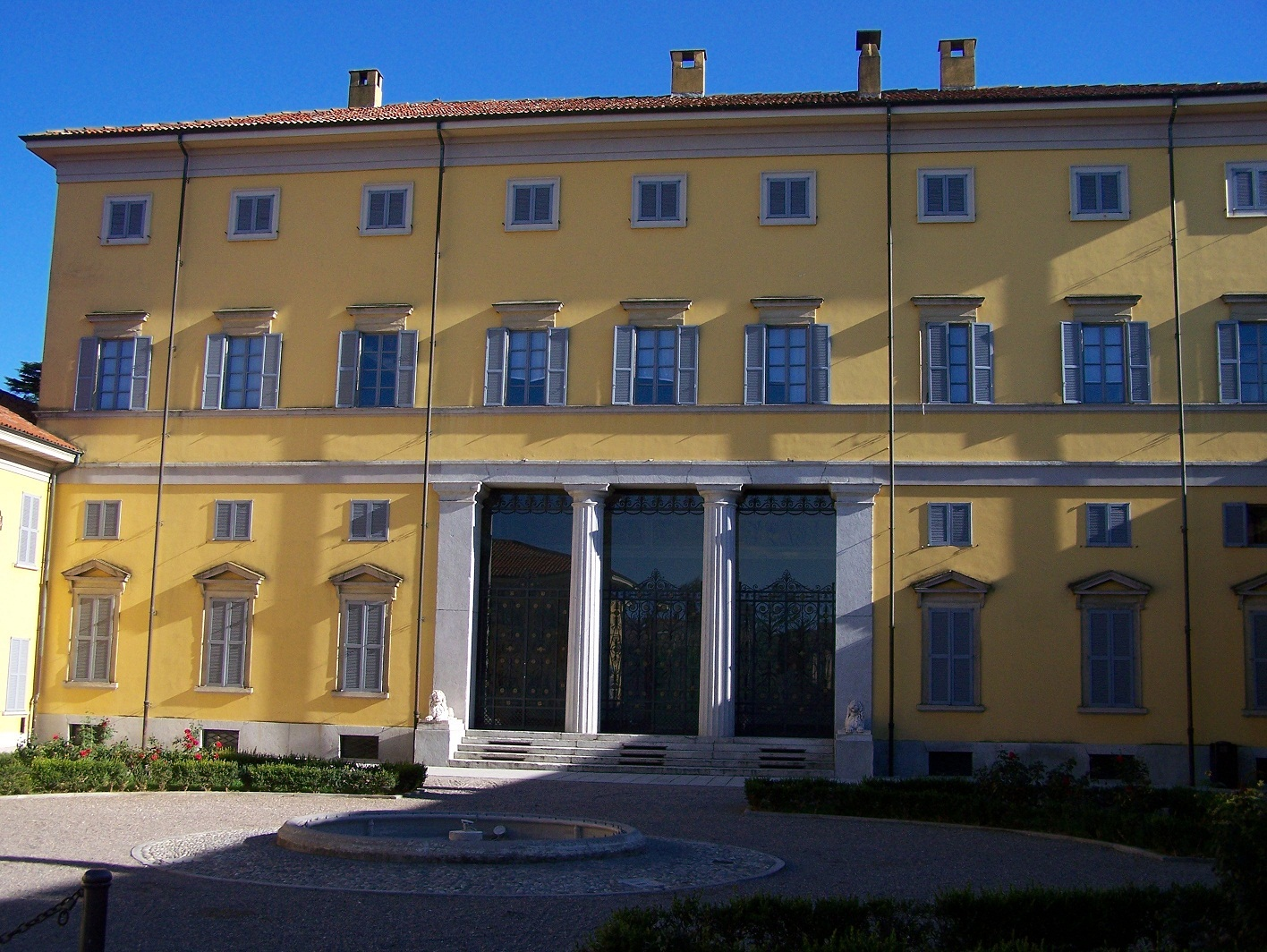